# Феликс Штајнер
Феликс Мартин Јулиус Штајнер (Шталупонен, 23. мај 1896 — Минхен, 12. мај 1966) био је СС генерал најпознатији по улози током битке за Берлин. Командовао је снагама за које је Хитлер мислио да могу разбити обруч који се стегао око Берлина.

## Биографија
Феликс Штајнер рођен је у Шталупонену (данас Несторов) 23. маја 1896. године. До почетка Првог светског рата, напредовао је до чина потпоручника. Служио је као официр у Првом светском рату, у ком је напредовао до чина натпоручника. За време рата му је додељен Гвоздени крст првог и другог реда. Након рата прикључио се Фрајкору, и учествовао у борбама у подручју Мемела.
Постао је активан официр 1921. године, а 1922. године је успешно положио тестове који су му омогућили рад у генералштабу. У генералштабу је служио до 1927. године. Те године је унапређен у чин капетана и распоређен је у Прву пешадијску регименту. Постао је командант чете у истој регименти 1932. године. Током 1933. године учествовао је стварању паравојног облика полицијских снага, које би имале функцију резерве за редовну Немачку армију. Следеће године се добровољно пријавио да буде пребачен у службу која је организационо претходила СС-у.
Са својом јединицом је учествовао у аншлусу Аустрије од стране Немачке 1938. године. Током инвазије на Пољску придружен је панцер дивизији Кемпф, пошто је СС још увек била релативно малобројна организација. На почетку операција на западном фронту, Штајнер је са својом јединицом освојио острва Зеланд, Влисинген и Бевеланд. У другом делу кампање, учествовао је у пробијању Вејганд линије, након чега је извршио дубљи пробој у Француску. За свој допринос у кампањи, 15. авгуса 1940. године додељен му је Витешки крст.
Штајнеру је 1. децембра 1940. године поверена команда над 5. СС оклопном дивизијом Викинг. Ту јединицу су чинили углавном добровољци из Холандије, Данске и Шведске. Показао се као успешан командант дивизије и био је популаран међу саборцима. Био је свестан да командује људима различитих националности и да не може да их обучава на исти начин на који би обучавао Немце. Као официр је био веома захтеван и тражио је високу дисциплинованост од стране својих подређених. Претио је војним судом сваком ко би починио злочин против житеља територије коју освајају.
Почетком 1944. године преузео је команду над 3. СС панцер корпусом, која је наспрам себе имала совјетску Другу ударну армију. Са својом јединицом је учествовао у борбама након пробоја опсаде Лењинграда. Водила се очајничка дефанзивна борба, у којој је Штајнерова јединица сведена на 200 бораца.
Поново је унапређен, овај пут почетком 1945. године када му је додељена команда над 11. армијом, која је била задужена за одбрану Помераније. Хитлер му је 21. априла наредио да покрене офанзиву у правцу југоистока да би се повезао са армијом под командом Валтера Венка. Венкова армија је требало да напредује у правцу североистока према Потсдаму. Те две, у већој мери имагинарне армије би требало да ослободе Берлин од опсаде. Штајнер је у том тренутку командовао војском од око 15.000 војника, без веће количине тешког наоружања. Одбио је наређење да нападне западни бок снажне армије под командом Георгија Жукова, и одлучио је да се повуче на запад. Предао се Британцима 3. маја у Линебургу.
Након рата је написао мемоаре. Умро је у Минхену 1966. године.